# Bandera de la Victòria sobre el Reichstag
Bandera de la Victòria sobre el Reichstag (rus: Знамя Победы над рейхстагом; Znamya Pobedy nad Reykhstagom) és una fotografia emblemàtica de la Segona Guerra Mundial, presa el 2 de maig de 1945 durant la batalla de Berlín. La fotografia es va reimprimir en milers de publicacions i es va considerar arreu com una de les imatges més significatives i reconegudes del conflicte bèl·lic, així com un símbol de la victòria soviètica sobre l'Alemanya nazi. A causa del secretisme dels mitjans soviètics, les identitats dels homes de la imatge sovint van ser disputades, igual que la del fotògraf jueu ucraïnès Ievgueni Khaldei.

## Antecedents
La batalla de Berlín va ser la principal ofensiva final al teatre europeu de la Segona Guerra Mundial i va ser designada per la Unió Soviètica com a Operació Ofensiva Estratègica de Berlín. A partir del 16 d'abril de 1945, l'Exèrcit Roig va trencar el front alemany com a conseqüència de l'ofensiva del Vístula-Oder i va avançar ràpidament cap a l'oest a través d'Alemanya, fins a 30-40 quilòmetres al dia. L'ofensiva va culminar amb la batalla per Berlín, que va durar des de finals del 20 d'abril de 1945 fins al 2 de maig i va ser una de les batalles més cruentes de la història.
Erigit el 1894, l'edifici del Reichstag, la seu històrica del poder legislatiu alemany, es trobava entre els edificis més reconeguts d'Alemanya, amb una arquitectura considerada magnífica per al seu temps. L'edifici va contribuir molt a la Història d'Alemanya i va ser considerat per l'Exèrcit Roig com el símbol de l'enemic feixista. Per als nazis, però, el Reichstag era un símbol de les debilitats de la democràcia i del govern representatiu. Va ser greument danyat per l'incendi del Reichstag de 1933 i el 1945 havia estat tancat durant 12 anys, essencialment la totalitat del mandat nazi. Totes les reunions del Reichstag posteriors a la crema, que van ser més aviat escasses ja que els nazis cada vegada centralitzaven més la presa de decisions en Adolf Hitler, van ser convocades a l'edifici proper de l'òpera Kroll. Després d'un ferotge combat a les seves muralles, els soviètics finalment van capturar el Reichstag el 2 de maig de 1945.

## Realització de la foto
El Reichstag va ser vist com un símbol al cor de l'Alemanya nazi. Sens dubte, era l'objectiu més simbòlic de Berlín. Els esdeveniments al voltant de l'aixecament de banderes són tèrbols a causa de la confusió per la lluita a l'edifici. El 30 d'abril hi va haver una gran pressió de Stalin per prendre l'edifici, suficientment a temps per l'1 de maig, Dia Internacional dels Treballadors. Inicialment, dos avions van llançar diverses grans pancartes roges al sostre que semblaven haver atrapat la cúpula bombardejada. A més, van arribar diversos informes a la seu que deien que, tant el major M.M. Bondar del 380è Regiment de Rifle com el capità V.N. Makov del 756è, hi podrien haver hissat una bandera durant el 30 d'abril. Aquests informes van ser rebuts pel mariscal Gueorgui Júkov, que va emetre un anunci en què afirmava que les seves tropes havien capturat el Reichstag i enarborat una bandera. No obstant això, quan van arribar els corresponsals, no van trobar cap soviètic a l'edifici, sinó que van ser atrapats a l'exterior pel foc alemany. Després de ferotges lluites, tant a l'exterior com a l'interior de l'edifici, es va aixecar una bandera a les 22 hores 40 minuts del 30 d'abril de 1945, quan el soldat Mikhaïl Minin de 23 anys -juntament amb Aleksei Bobrov, Víktor Bulatov i Rakhimjan Koixkarbaiev - va pujar a l'edifici i va introduir una bandera a la corona de l'estàtua femenina muntada de Germania, que simbolitza la personificació d'Alemanya. D'altres fonts apunten que Minin i Bobrov anaven acompanyats de G. Zagitov i A. Lisimenko. Com que això va passar de nit, era massa fosc per a fer una fotografia. L'endemà, la bandera va ser retirada pels alemanys. L'Exèrcit Roig finalment va aconseguir el control de tot l'edifici el 2 de maig.
El 2 de maig de 1945, Khaldei va escalar el ja pacificat Reichstag per fer-se la foto. Duia amb ell una gran bandera, cosida pel seu oncle amb tres estovalles per a aquest propòsit. La història oficial seria més tard que dos soldats escollits a mà, el georgià Meliton Kantaria i el rus Mikhail Iegorov, van alçar la bandera soviètica sobre el Reichstag, i la fotografia sovint s'utilitzava per a representar l'esdeveniment. Alguns autors afirmen que per motius polítics es van canviar els temes de la fotografia i que l'home que va hissar la bandera va ser Aleksei Kovaliov. No obstant això, segons el mateix Khaldei, quan va arribar al Reichstag, va demanar simplement als soldats que passaven per allà que ajudessin a la realització de la sessió de fotos; només hi havia quatre, inclòs Khaldei, al terrat: qui estava enganxant la bandera era el soldat Kovaliov, de 18 o 19 anys i originari de Kíev, els altres dos eren Abdulkhakim Ismaílov, del Daguestan, i Leonid Goritxev (també esmentat com a Aleksei Goriatxev), de Minsk. La fotografia va ser una de les 36 que es van fer en aquella sessió amb una càmera telemètrica Leica III d'objectiu f3.5 de 35 mm.

## Conclusió

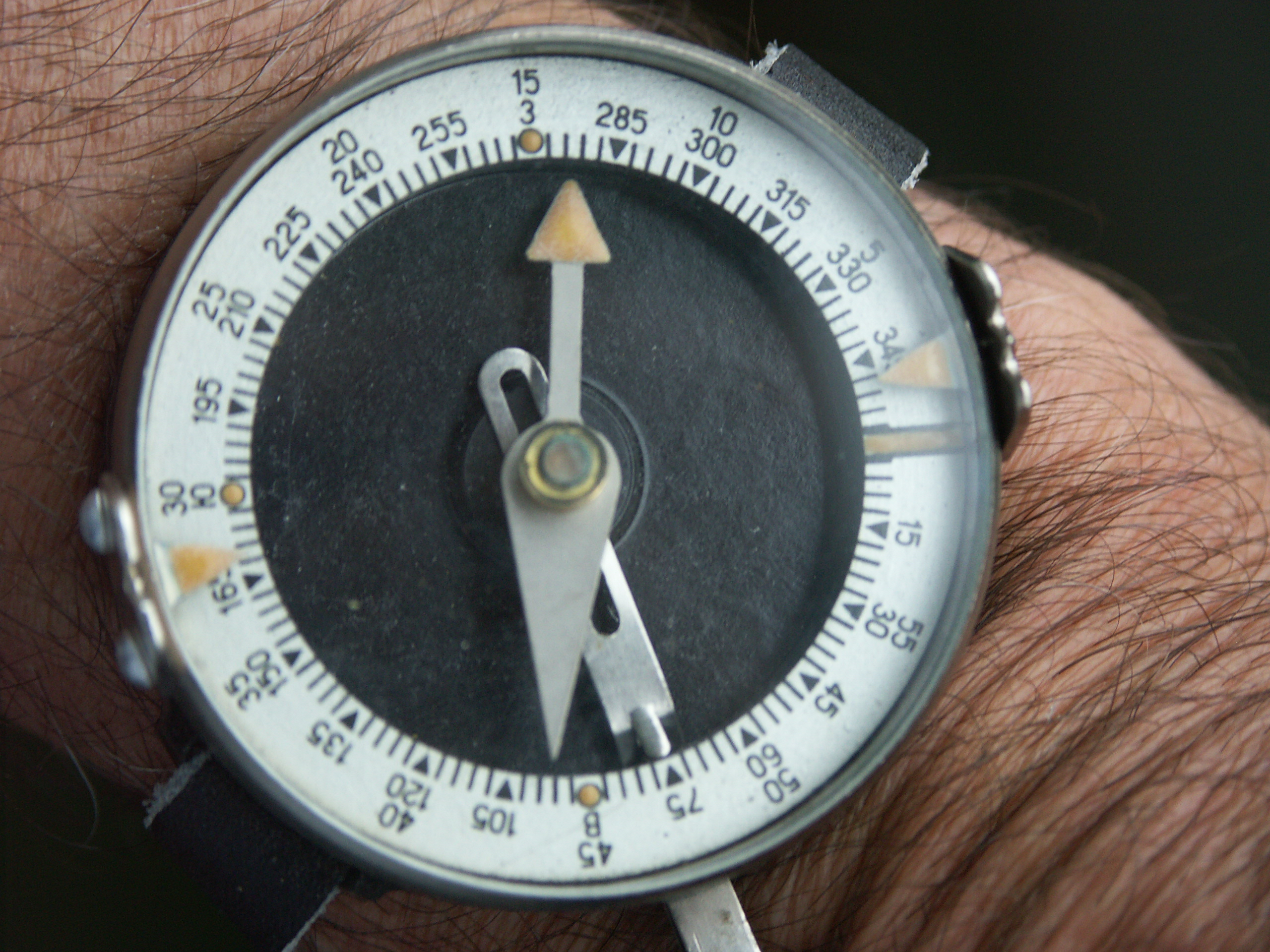
Típica brúixola Adrianov.

La foto es va publicar el 13 de maig de 1945 a la revista Ogoniok. Tot i que molts fotògrafs feien fotografies de banderes al terrat, la imatge de Khaldei va ser la que va perviure.

### Edició
Després de fer la simbòlica foto, Khaldei va tornar ràpidament a Moscou. Va editar la imatge a petició del redactor en cap de la revista Ogoniok, que es va adonar que el sergent sènior Abdulkhakim Ismaílov, que donava suport al banderer, duia dos rellotges, cosa que podria implicar que n'hagués sostret un d'ells, una acció punible amb l'execució. Amb una agulla, Khaldei va treure-li el rellotge del canell dret de la fotografia. Més tard, es va afirmar que el rellotge addicional era en realitat una brúixola Adrianov i que Khaldei, per a evitar controvèrsies, va editar la foto per a treure el rellotge del canell dret d'Ismaílov. També va afegir fum al fons, copiant-lo d'una altra imatge per a fer l'escena més dramàtica.

## Galeria

La bandera representada a la fotografia.
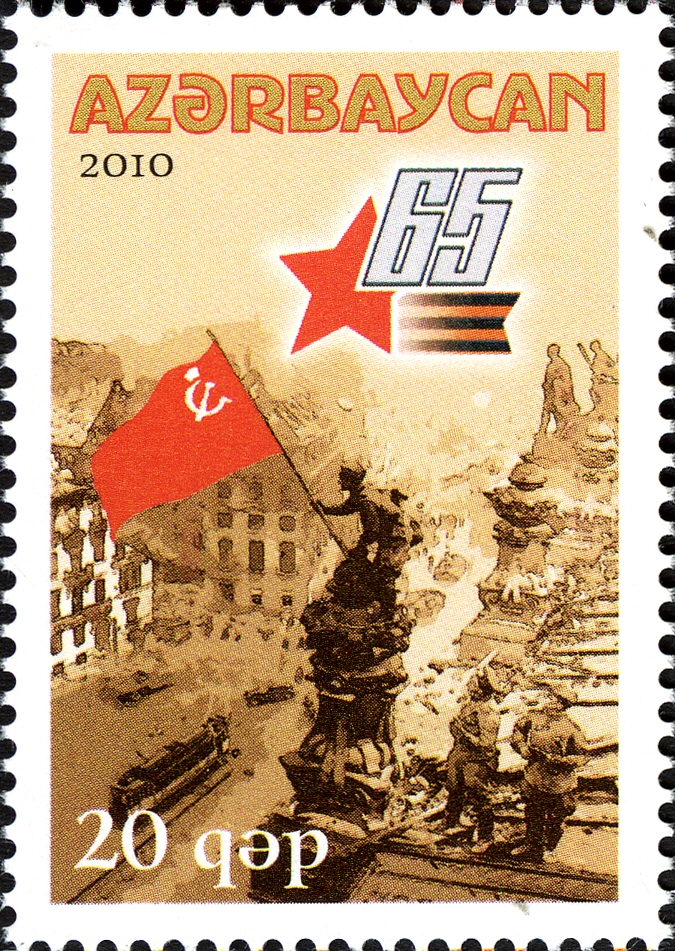
Un segell azerbaidjanès que commemora el 65è aniversari de la victòria.
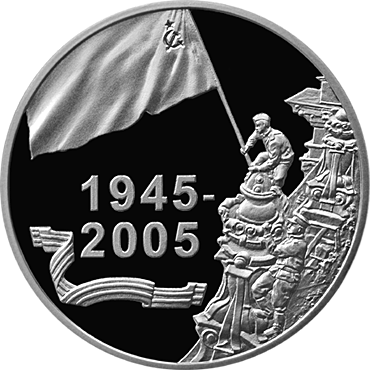
Moneda de plata commemorativa de Belarús que representa imatges icòniques.
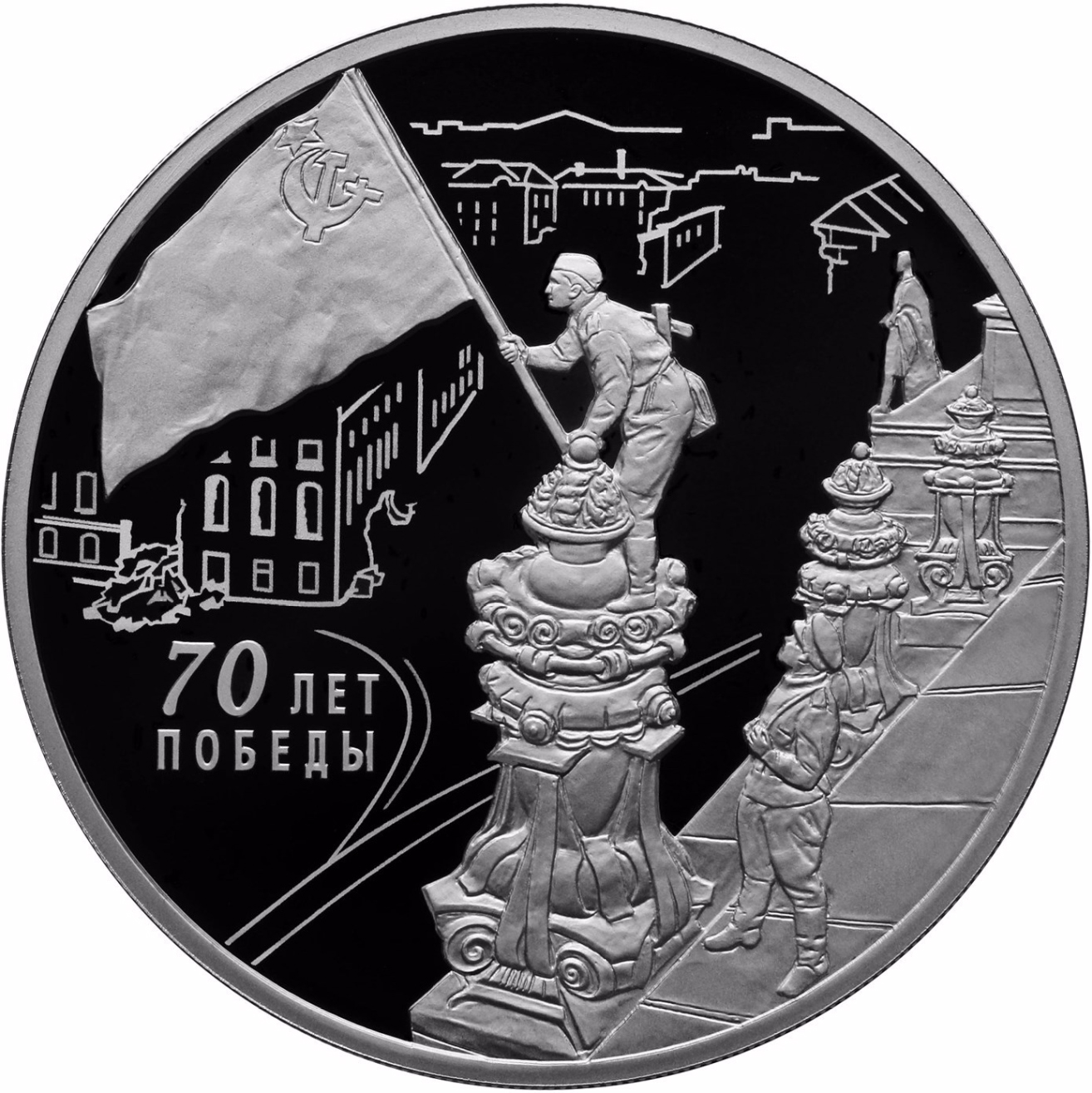
Moneda commemorativa emesa pel Banc Central de Rússia pel 70è aniversari del dia de la Victòria.